# Tådene gamla kyrka
Tådene gamla kyrka var en kyrkobyggnad i Tådene i Skara stift. Den var församlingskyrka i Tådene församling. Kyrkan revs år 1878 då en ny kyrka uppfördes i närheten, den nuvarande Tådene kyrka. Den omgivande gamla kyrkogården vårdas och används ännu. Det enda idag återstående av kyrkan är en senare tillbyggnad som räddades för att användas till kapell.

## Kyrkans läge
Tådene kyrka ligger helt nära sätesgården Storeberg och en intill Storebergsåns utlopp i Vänern. Kyrkogården är lågt liggande strax intill stranden. På dess södra sida har passerat en väg och mot sjön är en hamn som förr varit till betydelse. Trots kyrkans låga läge intill Vänern är inte platsen sur. Detta problem finns i grannsocknarna Kedum och Tranum som därför ibland använde gravplats här . Även långt innan kristendomen fick fäste här har marken varit helig och använts av byborna. Området kring kyrkogården har i forna tider varit ett höggravfält med resta stenar som åtminstone till viss del återstod vid 1700-talets början .  

## Församlingskyrkan och Prästbolet
Prästgården är uppbyggd på sätesgården Storebergs ägor. Efter att Algot Krumme år 1339 testamenterat delar av sin gård Tådene (nuvarande Storeberg) till kyrkan kunde kyrkoherden, curatus Siggo, flytta dit från Marbogården vid Norra Kedums kyrka. Detta skulle skett år 1349 då Tådene blev moderkyrka . Genom Algots donation erhöll han patronatsrätten i hela församlingen . I gengälld fick han en gravplats i kyrkan och läsande av själamässa en gång i veckan i evärldlig tid åt sig . Testamentet bevarades i original länge i kyrkan. Men vid slutet av 1600-talet inhämtades det till Stockholm varvid det snart försvann . 
Församlingen bestod av de fyra socknarna Tådene, Lava, Tranum och Kedum. Pastorsbostället var Prestebohlet, 1 mantal  och låg nära inpå sätesgården Storeberg. Dess jordbruk gav 90 skpr årligt utsäde och 100 eller 120 stackars höslag. Största ängen kallades Doctorn och var innestängt med hägn. Förutom denna äng ingick en skog som kallades Smedsbergen. Dessutom tillhörde en liten del av en allmänning, fiskevatten och en rörvass i sjön . Det finns en mycket unik och intressant notis om Tådenes gamla Prästgård. Den är en anteckning av kyrkoherden Andreas Beronis och lyder enligt följande; Från thet år jagh blef förordnat till Tådennes församling intill närvarande år 1648, då jag thetta skref, hafver jagh på egen bekostning bygt alla the hus som på prästebohlet bygde äro, stora som små, i bohlgård, ladegård och fägård, undantagande sängkammaren, som lutar åt ånan, then gambla stallen, jemte porten och gambla fårhusen, theras gaflar och tak jag ock upprättat hafver. Då jagh tog vid Tådennes prästebohl och församling, som vart år 1626, vart ther för mig intet inventarium mera än 3 gambla låsar, en nyckel till alla tre, then ene låsen af råst aldeles förderfvat .
År 1777 utbyttes prästgården till säteriet Gröneberg i norra Kedums socken när Kedum åter blev moderkyrka .  

## Kyrkobyggnaden

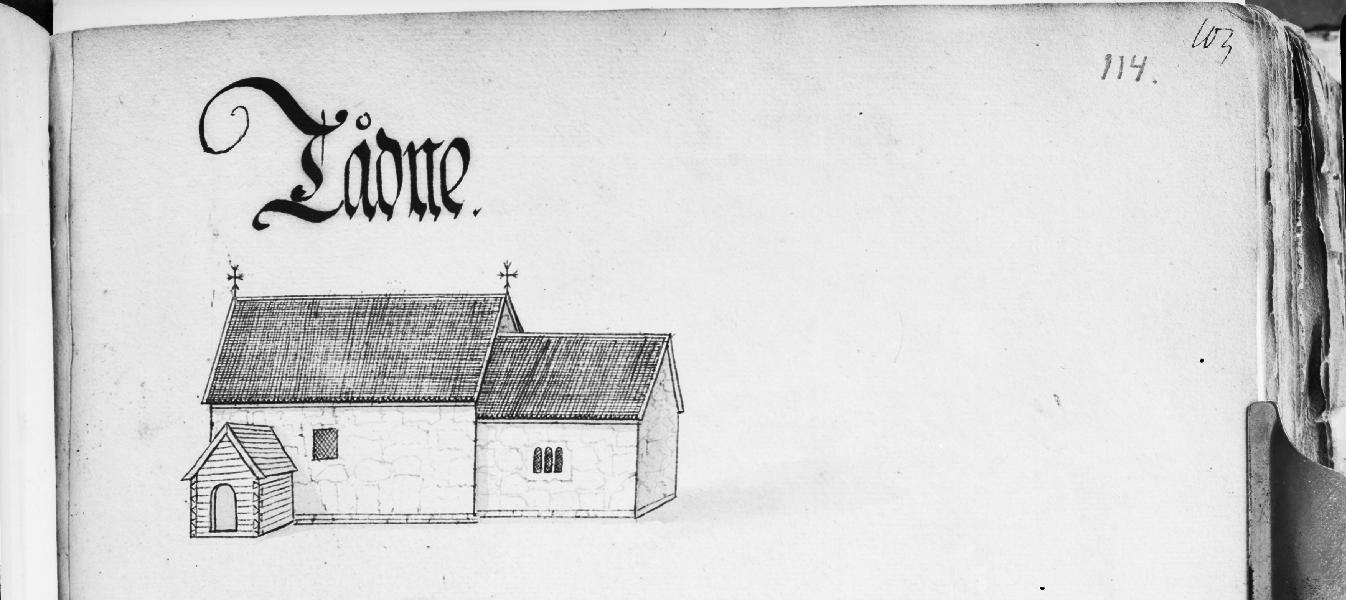
Kyrkobyggnaden i Peringskiölds Monumenta musicae svecicae

En gammal beskrivning av Tådene kyrka från 1670-talet säger: Kullkyrkia af fast och stoor grååsteen, ligger mycket lågt strax vid Väneren, bärgot och oländig, ibland stenar, kringvärfd medh skogh, har ingen prospect mer än uth åth Veneren, hvarest ett stycke många stenar finnas. Kyrkian är aldeles uthan hvalf både framm och ackter, ingen skrud som är notabel. Vapn finnes dher inga meer än Jöns Bondes.  

### Den ursprungliga kyrkan
Det ursprungliga utseendet på kyrkan har man försökt rekonstruera med hjälp av en avbildning i Peringskiölds Monumenta från 1670-talet och uppgifter som finns i kyrkans gamla handlingar . Den bestod av ett rektangulärt långhus med längre och smalare, rakslutet kor. Byggnadsmaterialet var gråsten sammanfogade med murbruk. Den äldsta delen av murarna utgjordes till större delen av mindre murstenar av omkring 6 tums diameter, här och där sammanhållna eller på yttersidorna beklädda av någon större stenhäll. Murarna var åtminstone vid 1670-talet oputsade. Huggen sockel saknas. Fönstrens ursprungliga form och utseende är okänt. Av de som syns på teckningen från 1670-talet, är det rundbågiga i koret sannolikt upptaget vid slutet av 1200-talet, medan det andra är ännu yngre. I södra långhusmuren var portalen. Även utformningen av denna är okänd då det skyms av vapenhuset på teckningen . I senare tider nämns att den hafvande en stor jerndörr . Hela interiörens utformning är obekant. Denna första kyrka, endast bestående av långhus och kor, uppfördes sannolikt samtidigt med de övriga små gråstenskyrkorna under 1200-talet . 
Den första förändringen var förmodligen redan på medeltiden, då den tillbyggdes med ett vapenhus av trä framför portalen och en sakristia på kyrkans norra sida. Vapenhuset var uppfört i liggande knutat timmer med ett sadeltak och rundbågig port i söder. Denna byggnad revs 1697 vid kyrkans ombyggnad .

### Utbyggnaden på 1600-talet
En större förändring inträffar vid slutet av 1600-talet då socknen begärde att kyrkan skulle utvidgas. Överste Gabriel Lilljehöök på Storeberg var en av drivkrafterna till detta. Projektet finansierades även genom en kollekt som togs upp i hela stiftet den 16 mars 1691 . År 1697 började man rasera koret i öst och tillbyggde nu detta i bredd med långhuset. Det nya koret fick nu en tresidig avslutning. Murarna byggdes av gråsten som putsades. Fönstren utvidgades och port upptogs mitt på södra väggen. Invändigt täcktes kyrkan av ett platt trätak. Ombyggnaden var så pass omfattande att kyrkan därefter ansågs som nybyggd. Vid ombyggnaden erhöll kyrkan många gåvor av bl.a. Lilljehöök på Storeberg. Kyrkoherden Sven Otters änka bekostade fyra uthuggna kalkstenshällar med i relief uthuggna änglar och religiösa inskriptioner. De lades under fönstren i kyrkan och finns ännu bevarade, två är inmurade i nya kyrkans torn och de andra två i det ännu kvarstående kapellet .

### Senare förändringar
Till långhuset i norr fogades ett gravkor år 1703. År 1709 uppfördes en sakristia i norr och år 1710 byggdes ett vapenhus framför den nya sydportalen. Byggnaden uppfördes stumt stötande intill långhusmurens norra sida. Detta är det enda av Tådene gamla kyrka som ännu finns kvar och används till gravkapell. Dess murarna är av gråsten, putsade. Golvet är ett träplank. Platt trätak invändigt, utvändigt täckt med grå skiffer. Från det övre rummet leder en trappa ned till gravkammaren, där fem stora och fyra barnkistor står. Här vilar Gabriel Lilliehöök (1657-1706), hans maka Brigitta Christina Bonde (1655-1739), Carol Lilljehöök (1690-1705), Wirgina Christina Lilljehöök (1687-1726), Kista (med oläslig inskrift), barnkistor; Kista med Sparre och Bondes vapen, Ian Sparre Jansson (1696-1702), Frederika Ullerika Sparre (1725), samt två barnkistor utan inskrifter . Sakristian uppfördes 1709 i gråsten med putsade murar på norra sidan intill koret. I norra muren ett fönster. I södra muren en port in till kyrkan med dörr beslagen av smidda järnlameller. Ett nytt vapenhus byggdes år 1710 av gråsten med putsade murar framför den nya sydportalen. I söder en rundbågig portal och innanför ett stengolv. Platt trätak med bibelspråk i målningar och försedd med följande inskrift: Åhr 1728 hafver Gudi til l ähro kyrkoherden Johan Otter låtit detta Herrans huus måhla.

### Kyrkan rivs
Vid slutet av 1800-talet fann församlingen kyrkan alldeles för liten och beslöt att den skulle raseras. På en annan plats skulle en ny och större kyrka anläggas. Rivningen började år 1878 samtidigt med att den nya byggdes. Endast gravkoret sparades som dock genomgick vissa förändringar. I öst och väst uppbröts nya fönster. Öppningen till kyrkan igenmurades och i den nya muren sattes en rundbågig portal. I de södra hörnen av byggnaden uppmurades strävpelare. Taket avvalmas och täcks med skiffer.  

## Inredning och inventarier

### Dopfunt

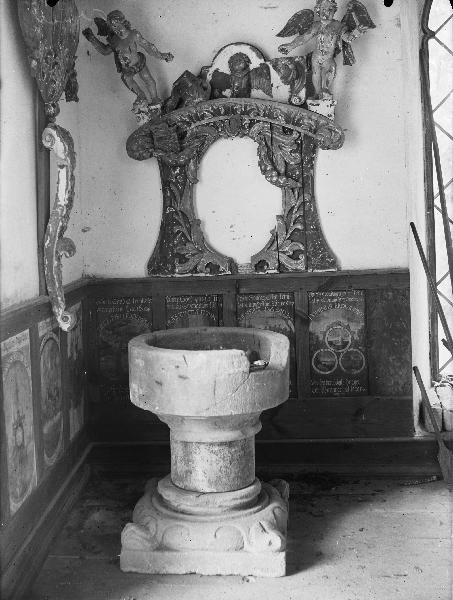
Dopfunten från 1200-talet, rester av en altartavla samt bänkdörrar från den gamla kyrkan.

Den gamla dopfunten från 1200-talet förvaras numera i Tådene nya kyrka. Den är av sandsten och försedd med uttömningshål. Cuppan är placerad på en smal cylindrisk fot med fyrsidig fotplatta med reliefdekor. Fotpartiet, som troligen tillkommit senare, har rest av den ursprungliga rödmålningen. Dopfunten som i närmast alla detaljer överensstämmer med funten i Grenna kyrka, dateras till 1200-talet . 

### Altare
Altaret var uppmurat i sten. År 1696 inköptes en polerad kalkstenshäll till ny altarskiva från Kinnekulle. Altarprydnaden utgjordes av en uppställning med pelare, med i trä väl snidade och förgyllda änglabilder, Moses, Johannes, lövverk etc. Ursprungligen inramade detta troligen en i trä skulpterad framställning av Kristus på korset med Maria och Johannes sörjande. Men i senare tid utgjordes det av en oljemålning på duk föreställande Kristi begravning vilken skänktes av paret Lilliehöök år 1704. Stora delar av uppsättningen finns ännu bevarat. Dock är den nuvarande målningen signerad Lars Hasselbom 1744 .

### Predikstol
Troligen är även denna skänkt av Gabriel Lilliehöök. Beskrivs som ett vackert genomskuret lövverk mellan släta pelare, med tronhimmeln ovanpå och ett i trä skuret Agnus Die, samt två fritt svävande änglar med vapensköldar vid sidorna. Den var även försedd med ett spektakulärt timglas som ännu är bevarat .

### Bänkinredning
Bänkarna var slutna med dörrar illustrerade med de olika söndagarnas predikotexter. Dessa dateras till 1600-talets slut. Efter att kyrkan raserades insattes en del dörrar som panel i gravkoret och andra förvarades på. På 1960-talet samlades bänkdörrarna in och uppsattes i nya kyrkan utmed väggarna som panel. En läktare fanns i kyrkans västra del med okänd tillkomst tid och okänt utseende. Vid ombyggnaden av kyrkan utvidgades läktaren samt försågs med trappa 

### Skulpturer
Madonnan från omkring 1250 är tronande och är skuren i samma ekstycke som Jesusbarnet. Kristus sitter på Marias vänstra knä. Hon bär spira, krona med akantusblad, mantel och fotsid klänning. Kristus håller äpplet i vänster hand och två uppsträckta fingrar i höger hand. Ett svenskt arbete från 1250-talet. Även finns ett defekt triumfkrucifix i skulpterad ek bevarat. Svenskt arbete från 1200-talet som visar en segrande Kristus med krona samt korslagda ben. Träkorset är senare tillfogat och armarna är avslagna .

### Övriga inventarier

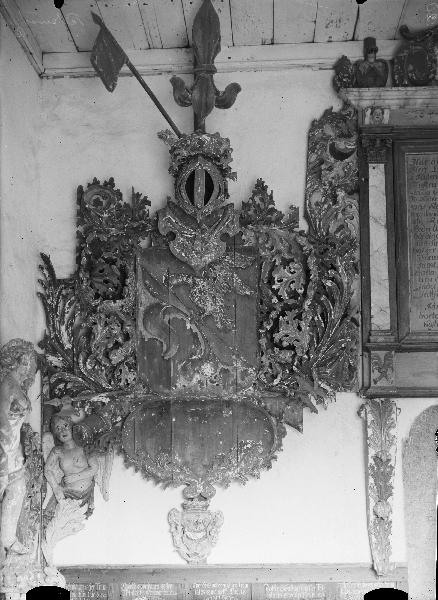
En av släkten Lilliehööks huvudbaner.

Bland inventarier finns en nattvardskalk i förgyllt silver, 25 cm hög och ursprungligen Polskt arbete från 1600-talet. Den har en senare inskription: Anno 1699 den 12 sept. haar Kunung Carl XII allernådigast confirmerat öfverste Gabriel Liliehöök och dess arfvingar till Storebergs herrgård att äga Ius Patrunatus i Thodenes församling. Samma åhr ähr denne kalck till Guds namps ähra Thodenes förährad. Med ett tillhörande paten av förgyllt silver daterad 1699 Gabriel Liliehöök och Birgitta Bonde. En åttakantig oblatask även i förgyllt silver med Liliehööks och Bondes vapen, dat 1710. Två kannor av silver. Den ena med graverat vapen och inskrift Testamenterat Tådenes kyrkia af högwälborne fru Brita Christina Bonde salig öfwerstens Gabriel Lilliehööks enkiefru. Denna blev skänkt år 1739. Den andra med följande inskrift Kyrkoherde i Tådenäs Nicolaio. N : Wenner. Som med sin hustru Britta Tranander förärtte dena kalk med patten till Tådenes kyrka år 1753 är född i Brennagården 1699 blef cappelan i Tådenes församling 1730 och kyrkoherde derstedes 1738. Ytterligare finns sockenbudskalk av silver, ljuskrona av mässing från 1700-talet, två ljuskronor av trä från 1823, ljusstake av mässing, Gifvet till Tådene kyrka af Maria Kellberg år 1810, samt två dito med inskrift Gifvet till Tådene kyrcka af Maria Elisab. Kjellberg år 1810. Mässhake av gul mönstrad sammet, försedd med ätterna Uggla och Bondes vapen och dat. 1647. Mässhake av sidenbrokad och kanter av guldgaloner och försedd med Lilliehööks och Bondes vapen samt årtalet 1699. Två stycken antependium, det ena försedd med vapen som ovan, den andra med ätten Königs vapen och år 1759. En fana med inskriften ”Kållanz häradh / Tådenne Giälldh”. Två huvudbaner över medlemmar av ätten Lilliehöök, skulpterade i trä från omkring år 1700, är uppsatta i det återstående gravkapellet. Ett epitafium i trä (200 x 125 cm) från 1680 till minnet av Herr Lars Förste Lutherske Pastor i Tådened och Domprobst i Scara, samt hans fru Gunilla Gyllenstråle. Arrangemanget har renoverats 1793 och då har texten (som här utlämnas) troligen förvanskats. Denna hängde på den gamla kyrkans södra vägg, till vänster inom den stora dörren. Nu uppsatt i gravkoret  .

## Kyrkogården, kyrkbalk och klockstapel
Kyrkogården är beväxt med höga lummiga träd som planterades år 1798. Den är inhägnad av en knappt meterhög kallmurad gråstensmur, med portar i öst och väst. Åt insidan jordvall. Muren har föregåtts av träbalk i äldre tider. Vid slutet av 1600-talet bestämdes att kyrkogårdens inhägnad skall vara sju stockar hög. En stenport uppfördes vid år 1731 som skulle muras och välvas. År 1764 delades kyrkogården in mellan de olika gårdarna. På en avbildning av kyrkan från år 1671 syns öster om kyrkan en öppen klockstapel med sadeltak vari det hängde två klockor. Den stora ansågs gammal och anges oftast vara utan påskrift. I en notis från 1700-talet beskrivs den dock ha en bild av en kvinnofigur; På större Klockan finns ingen Skrift utan allenast en Quinnobild.
Den mindre var gjuten i Stockholm av Ch. Meijer 1729 . År 1727 uppfördes en ny klockstapel som sedan raserades med kyrkan.. Båda dessa klockor blev omgjutna år 1896 av Joh A Beckman i Stockholm för att ge två nya som hänger i nuvarande kyrkan. 

## Gravstenar

### Före 1600
Två romanska gravstenar, en stavkorshäll och en liljesten, förvaras ännu på kyrkogården. 
Stavkorshällen av gulaktig sandsten är 190 cm lång och 60 cm bred. Tjockleken uppgår till 18 cm. En har en större skada finns på stenens nederkant. Den har ett dekormotiv i relief av ett S:t Georgskors på fritt slutande stav med förgrening i tre flikar. Denna speciella avslutning med tre gaffelliknande utväxter är ovanlig och hartolkats som föreställa rötter. Stenen saknar kantlist . Stenen har tydligen varit liggande framme i koret i kyrkan på 1600-talet och kan vara den ursprungliga placeringen . Stavkorshällarna är svåra att daterade men brukar räknas till omkring 1100-1300-talet. Den är numera inmurad som tredje trappstenen nedifrån i trappa till Lilliehöökska gravkapellet på kyrkogården.
Den andra romanska gravstenen är en liljesten försedd med dubbelt motiv. Denna är 190 cm lång och 120 cm bred med en tjocklek av 16 cm. Även denna är av gulaktig sandsten. Dekormotivet är två stycken livsträd med två hjärtpalmetter vilka innesluter en nedåtvänd palmettknopp. Båda fälten är helt lika. Mellanlisten bildar upptill ett kors . Gravstenen har varit liggande i mittgången i gamla kyrkan och kan möjligen vara ursprunglig placering . Numera finner man stenen som  den översta trappstenen i dörröppningen i Lilliehöökska gravkapellet på kyrkogården. Vid monteringen har delar av över och underdelen borthuggits för att passa in i portalen. Den högra kanten är fastmurad och dold.
Vid början av 1700-talet öppnades en murad gravkista som fanns inne i kyrkan. Inuti graven fanns resterna efter en människa på 9 alnars längd. I graven fann man även en kniv. Möjligen var det någon av ovanstående gravar som öppnades.

### Efter 1600

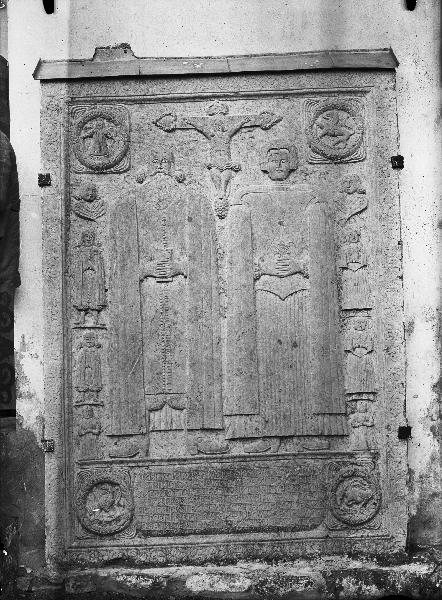
Kyrkoherde Sven Ottars grav, avliden 1687.

Från senare tider finns en kalksten (120 x 94 cm) med inskription över kyrkoherden Catullus O. Gothus, död 1624, hans fru Elin (död 1655) vars kroppar blev begravna framför altaret. Stenen var på 1800-talet uppsatt på väggen på kyrkans norra insida . En stor kalkstenshäll (240 x 170 cm) över kyrkoherde Sven Otter Larsson, död 1687, hans fru Margareta och deras tre barn. Båda dessa monument  återfinns nu uppsatta på Lilliehökska gravkorets södra yttervägg. En kalkstenshäll (118 x 83 cm) över kyrkoherden Magnus Hagstöm, född 1718 och död 1798, samt hans son Adolph Magnus Hagström (1766-1781) var ursprungligen uppsatt på kyrkans östra gavel  men är också numera monterad på gravkorets södra yttervägg.  
På kyrkogården står 21 hela, samt ett fragment av ett gravkors av kalksten från 1600- och 1700-talen. Deras placering på kyrkogården längs kyrkobalkens insida har skett efter 1912 . Av det ovanligare finns två märkligare gravstenar, varav den ena med bubbel gavel. Dessutom finns tre enklare empirvårdar. Tidigare har det funnits ett antal stenkistor stående på kyrkogården. Det blev på sockenstämma år 1700 beslutat att dessa skulle avlägsnas då de mest stod i vägen .

## Kyrkoherdar
1. Simon var rector ecclesiae Kythem (Kedum) år 1290 och bodde i Marbogården[23].
2. Curatus Siggo nämns år 1335, fick testamente av Algot de Thodene år 1339.
3. Hans var pastor 1440 och påstås vara Thorstenssonska ättens stamfader. Hans son Sven Hansson i Todene levde 1450.
4. Olof Tofvesson nämns som curat år 1486.
5. Herr Olof omtalas som pastor 1530 och 1557.
6. Herr Jonas 1554 och 1557.
7. Arvidus Laurentii år 1565.
8. Anund var pastor 1571 då han till Älvsborgs lösen erlade 1 1/2 lod silver och 36 rdr. Han nämns även vid 1573.
9. Laurentius Petri pastor i Tådene 1581, skrev under Uppsala-mötes beslut, var riksdagsman 1598, avled 1606. I ett epitafium kallas han domprost i Skara.
10. Catillus Olavi, var östgöte som blev pastor i Tådene 1608 och tillträdde 1610. Han hölls en tid i fängelse då han varit i samråd med den upproriske Sten Lejonhufvud. Död 1624 och begravd framför altaret i Tådene kyrka.
11. Andreas Beronis, var pastor efter sin svärfar. Gifte sig med företrädarens dotter. Deras barn kallade sig Todenius.
12. Sven Otter, son till kyrkoherde Lauri Svenonis i Otterstad. Var född 1618. Var 1642 huspredikant hos riksmarsken greve Jacob De la Gardie. Tillträdde i Tådene 1654 och dog 1687. Hustrun misstänktes utöva trolldom. Dottern Margareta gifte sig med kyrkoherden i Tun, Joh. Brodd.
13. Petrus Bened. Alingberg kyrkoherde år 1690. Dog av förgiftat brännvin i Hända på resan till prestmötet år 1693.
14. Hans Wennerberg, son till kyrkoherde A. Scarinius i Vänersborg. Avled före tillträdet 1694.
15. Magnus Sven Hök, född 1647. Kyrkoherde i Tådene 1694. Blev riksdagsman 1697 och död 1712. Frun Maria Elis Hadelin misstänktes ha förgiftat maken.
16. Eland Lidholm 1713-14.
17. Johan Otter blev kyrkoherde 1714 i Tådene sedan Brita Bonde utvärkat sin patronatsrätt och förskjutit Erland Lidholm. Otter fick en varning för detta av biskop Svedbarg. Predikade vid prästmötet 1716. Död 1729.
18. Abraham Andr. Hagelbeck var född 1692 och bondeson från Lekåsa. Tillträdde som kyrkoherde i Tådene 1730. Död 1737. Han led i flera år av svindel och huvudyra. På sin dödsdag gjorde han morgonbönen med sin hustru, stod sedan plötsligt upp och sprang ut åt Storebergsvägen. Här möttes han greve Bonde som frågade hur han mådde. Han svarade salva gardie, herr greve och föll i detsamma till jorden. Greven hjälpte honom upp på en sten där han strax avled.
19. Nils Wenner född på Brännegården i Tådene 1699. Utsedd av Brita Bonde till kyrkoherde i Tådene 1737. Död 1760.
20. Magnus Hagström född 1718. Hindrades att utgiva sin disputation om Dannemora gruvor under sina studentår. Antogs ha mjältsjuka. Blev av König utsedd till kyrkoherde i Tådene 1760. Var även kunnig i medicin och anlitades flitigt av sina grannar. Dog 80 år gammal 1798.
21. Lorentz Christopher Retzius blev kyrkoherde i Tådene 1799. Utgav flera predikningar och postillor. Känd för sitt enkla levnadssätt. Använde stor del av sina inkomster åt föda och kläder åt fattiga. Grundade en folkskola i församlingen vartill hälften av hans kvarlåtenskap testamenterades, mer än 2000 rdr.
22. Wilhelm Fast från Båstad blev utnämnd 1818 men tillträdde aldrig.
23. Martin Frössberg1820-36.
24. Lars Magnus Forssblad 1836-65.
25. Elis Maurits Ullman tillträdde Tådene 1865. Gifte sig med Amanda, en dotter till J. A. Kjellberg. Död 1895.
26. Sven Johan Dahlstrand f. 1850 30/1 i Dala socken i Skaraborgs län., d. 1903 4/5.Gift med Elisabeth Mathesius.

## Fotnoter
1. 1 2 3 4  Sallander, Hans (utg.): Beskrivningar från 1700-talet efter manuskript i Sundholmska samlingen, Falköping 1978, sid 94, 96, 97.
2. ↑  ”Ättebackar, i hvilka fordom funnits stycken af Krukor finns vid pass 100 alnar från Kyrkan”; Sallander, Hans (utg.): Beskrivningar från 1700-talet efter manuskript i Sundholmska samlingen, Falköping 1978,sid 97; samt ”Östsöder om kyrkion i gärdet är en gammal grafplatz medh några upreste grååstenar”, Hadorph, Johan; Reseanteckningar, etc. sid 74.
3. ↑  Warholm, Joh. W.: Skara stifts herdaminne, förra delen, 1871, sid 582 med not *.
4. ↑  Lindskog P. E. Försök till en korrt beskrifning om Skara stift, faksimil 1985, sid 295.
5. ↑  Svenskt diplomatarium, band 4, häfte 2, 1856, brev nr 3419, sid 655-656. Han gav prästbordet andelar i de gods som Götulf arrenderat, samt gods såsom Dotteren, Loberg och Väster Guldhög, ger 1 mark silver till Marie kyrkan (i Skara), S:t Olofs kyrkan (i Skara), till svartbröderna i Skara och till gråbröderna i Skara, till biskopen i Skara som betalning på sin skuld sin svarta häst med mundering. Till sin maka sin bruna gångare och till dottern Ingrid en ny gryta. Till sin son Nils sitt svärd och sin dolk och sadel och betsel. Till kyrkoherden i Tun sin stora båt och till kyrkoherden i Händene sin isgrå livhäst; Det latinska brevet delvis översatt till svenska i Fridolf Ödberg: Förteckning på äldre handlingar, Västergötlands fornminnesförenings tidskrift, band: 3, häfte 3-4, 1912.
6. ↑  Svenskt diplomatarium, band 4, häfte 2, 1856, sid 655, not *).
7. ↑  Lindskog P. E. Försök till en korrt beskrifning om Skara stift, faksimil 1985, sid 294-95.
8. ↑  Warholm, Joh. W.: Skara stifts herdaminne, förra delen, 1871, sid 583.
9. ↑  Historiskt-geografiskt och statistiskt lexikon öfver Sverige, Stockholm 1865, band 7, sid 321.
10. ↑  Hadorph, Johan; Reseanteckningar om Läckö grefskapaf år 1669 och 1671, sid 74
11. 1 2 3 4 5 6 7 8 9 10 11 12 13 14 15  Fischer, Ernst; Kyrkor i Kållands härad, sydvästra delen II. Konsthistoriskt inventarium, Stockholm, 1922, sid 423-443, 446-459, 460-463, figur 424, 425, 426, 427, 431-433, 447, 459-461.
12. ↑  Ljungström, Claes Johan. Kinnefjerdings och Kållands härader samr staden Lidköping, Lund 1871, sid 100.
13. ↑  Fischer Ernst; Kyrkor i Kållands härad, Norra delen, Konsthistoriskt inventarium, Stockholm, 1913, sid 5.
14. ↑  Gårdar, händelser och historier från Norra Kedum med omnejd, (Gustavsson, Henrik) 1996, sid 90, med källhänvisning till Gamla anteckningar från Storeberg 1790; (Sockenprotokoll?).
15. ↑  Ljungström Claes Johan; Kinnefjerdings och Kållands härader samt staden Lidköping, Lund 1871, sid 108. Däremot finns en klocka från grannsocknen Tranum med följande inskrift; Lasse Michelson i Sköfdhe thenne klåke reformera. Pastor ecclecie Tådenne, Anundus Laurentij A.D. 1574, Hadorph, Johan; Reseanteckningar, etc. sid 74.
16. ↑  Högberg, Folke: Stavkorshällar och lilljestenar i Västergötland, Skövde 1960, sid 157, med avbildning (repro.) sid 55, fig. 8, samt av A. Roland, i Ernst Fischer, anfört arbete 1922, sid 460, fig. 446. Inventerad som RAÄ-nummer Tådene 42. Stenen nämns ej i Hadorphs reseanteckningar.
17. ↑  Hadorph, Johan; Reseanteckningar, etc. sid 74, Dennes graf seijes vara fram i choret under en stol, på stenen ståår ett kors
18. ↑  Högberg, Folke: Stavkorshällar och lilljestenar i Västergötland, Skövde 1960, sid 170. Avbildad i Ernst Fischer, anfört arbete 1922, sid 460, fig. 446. Inventerad som RAÄ-nummer Tådene 42. Stenen nämns ej i Hadorphs reseanteckningar.
19. ↑  Ljungström Claes Johan; Kinnefjerdings och Kållands härader samt staden Lidköping, Lund 1871, sid 101.
20. ↑  Sallander, Hans (utg.): Beskrivningar från 1700-talet efter manuskript i Sundholmska samlingen, Falköping 1978, sid 99; Två andra liknande gravfynd omtalas i samma text, den ena i Hjälsnäs by i Östads socken i Ale härad och den tredje i Stora Bjurum; antecknat av Pehr Cedersparre Arfvidsson, Åbo d. 9 Nov. 1744.
21. ↑  Ljungström, Claes Johan. Kinnefjerdings och Kållands härader samr staden Lidköping, Lund 1871, sid 108.
22. ↑  Det finns ett foto i ATA som visar alla stenkorsen uppställda lutande mot baksidan av Lilliehöökska gravkoret, av A. Roland år 1912.
23. ↑  Hela stycket från Warholm, Joh. W.: Skara stifts herdaminne, förra delen, 1871, sid 582-588, om inte annat noteras